# География саг
География саг охватывает средневековые представления викингов о поверхности Земли, которую они считали плоской. Известные викингам страны мира ограничивались Европой, а также сопредельными регионами Азии, Африки и Северной Америки. Некоторые топонимы имеют соответствия с реальными географическими объектами, другие подверглись сильной мифологизации.

## Европа
- Альдейгьюборг (др.-сканд. Aldeigjuborg) — город Гардарики, Старая Ладога (Сага об Эймунде)
- Энгланд (др.-сканд. England)
- Аустррики (др.-сканд. Austrríki) — «Восточная страна»
- Биармия (др.-сканд. Bjarmaland) — территории к северо-востоку от Гардарики: Пермь, Заволочье (Сага об Эймунде).
- Валланд — скандинавское название Франции.
- Ванахейм (др.-сканд. Vanaheim) — древняя страна ванов в Северном Причерноморье (Сага об Инглингах).
- Вермланд (др.-сканд. Vermaland) — страна на западе Швеции.
- Гандвик (др.-сканд. Gandvík) - Белое море.
- Гардарики (др.-сканд. Garðaríki) — Древняя Русь (Сага об Эймунде, Сага об Инглингах)
- Гаутланд (др.-сканд. Gautland) — обособленная территория южной Швеции.
- Гебридские острова (др.-сканд. Suðreyjar)
- Гунналанд — неопределенная территория в Восточной Европе.
- Данмёрк (др.-сканд. Danmörk)
- Дублин (др.-сканд. Dyflinn) — древний город в Ирландии.
- Зеландия (др.-сканд. Selund) — крупный остров на западе Балтийского моря (Сага об Инглингах).
- Ирланд (др.-сканд. Írland) — Ирландия.
- Исланд (др.-сканд. Ísland) — Исландия.
- Йотунхейм (др.-сканд. Jötunheim) — Скандинавия до прихода асов (Сага об Инглингах).
- Миклагард (др.-сканд. Miklagarð) — Константинополь
- Кэнугард (др.-сканд. Kænugarðr) — город Гардарики, Киев (Сага об Эймунде).
- Одинсэй (др.-сканд. Óðinsey) — древний город на острове Фюн (Сага об Инглингах).
- Палтескья (др.-сканд. Palteskja) — город Гардарики, Полоцк (Сага об Эймунде).
- Рейдготаланд (др.-сканд. Reiðgotaland) — не имеет точной локализации. Варианты: Ютландия, о-в Готланд, терр. Украины и др.
- Саксланд (др.-сканд. Saxland) — северо-западная Германия (иногда вся Германия).
- Свитьод (др.-сканд. Svíþjóð) — Швеция, первоначально только Свеаланд.
- Свартахав (др.-сканд. Svartahaf) — Черное море (Сага об Инглингах).
- Танаквисль (др.-сканд. Tanakvísl) — река Дон как восточная граница Европы (Сага об Инглингах).
- Асаланд (др.-сканд. Ásaland) — древняя страна асов на Северном Кавказе (Сага об Инглингах).
- Уппсалир (др.-сканд. Uppsalir) — Уппсала, древний город в Швеции.
- Финланд (др.-сканд. Finnland) — восточная часть Финляндии (Сага об Инглингах)
- Хольмгард (др.-сканд. Hólmgarðr) — Новгород (Сага об Эймунде)
- Эйстланд (др.-сканд. Eistland) — Прибалтика (Эстония) (Сага об Инглингах).
- Ютландия (др.-сканд. Jótland)

## Азия
- Йорсаланд (др.-сканд. Jórsalaland, иерусалимская земля) — Палестина (Сага об Инглингах)
- Серкланд (др.-сканд. Serkland) — Ближний Восток (Сага об Инглингах)
- Тюркланд (др.-сканд. Tyrkland) — южноуральские степи (Сага об Инглингах).

## Африка
- Блаланд (др.-сканд. Bláland) (Сага об Инглингах)

## Северная Америка
- Гренландия (др.-сканд. Grænland)
- Винланд (др.-сканд. Vínland)
- Хеллуланд (др.-сканд. Helluland)
- Маркланд (др.-сканд. Markland)